# Kirkmuirhill
Kirkmuirhill est un village dans le South Lanarkshire, en Écosse.